# Чемпіонат Нідерландів з футболу 1897—1898
Чемпіонат Нідерландів з футболу 1897—1898 — 10-й сезон найвищих нідерландських футбольних дивізіонів. Усі клуби були поділені на два дивізіони. По одній найкращій команді пройшло до вирішального раунду, де і визначили переможця змагання. Чемпіоном вдруге поспіль став РАП.

## Дивізіон Схід
| М  | Команда             | І | В | Н | П | МЗ | МП | РМ | О |
| -- | ------------------- | - | - | - | - | -- | -- | -- | - |
| 1. | Вітессе             | 4 | 3 | 1 | 0 | 12 | 5  | +7 | 7 |
| 2. | Гоу Егед Вагенінген | 4 | 1 | 2 | 1 | 9  | 8  | +1 | 4 |
| 3. | ПВ                  | 4 | 0 | 1 | 3 | 6  | 14 | −8 | 1 |

Позначення:
|  | — вихід у фінал |

## Дивізіон Захід
| М  | Команда       | І  | В | Н | П | МЗ | МП | РМ  | О  |
| -- | ------------- | -- | - | - | - | -- | -- | --- | -- |
| 1. | РАП           | 12 | 9 | 2 | 1 | 39 | 8  | +31 | 20 |
| 2. | Спарта        | 12 | 6 | 4 | 2 | 22 | 13 | +9  | 16 |
| 3. | ГБС Краєнгоут | 12 | 6 | 1 | 5 | 24 | 19 | +5  | 13 |
| 4. | Гарлем        | 12 | 4 | 3 | 5 | 23 | 23 | 0   | 11 |
| 5. | Рапідітас     | 12 | 4 | 2 | 6 | 21 | 31 | −10 | 10 |
| 6. | ГВВ           | 12 | 4 | 2 | 6 | 16 | 28 | −12 | 10 |
| 7. | КФК Келерітас | 12 | 0 | 4 | 8 | 7  | 30 | −23 | 4  |

Позначення:
|  | — вихід у фінал                    |
|  | — клуб, що потрапив до Дивізіону 2 |

## Фінал
| Команда 1 | Рахунок | Команда 2 |
| --------- | ------- | --------- |
| РАП       | 4:2     | Вітессе   |